# Марьясово (Балахтинский район)
Марьясово — деревня в Балахтинском районе Красноярского края России. Входит в состав городского поселения Посёлок Балахта.

## География
Деревня находится на расстоянии 13 км к юго-западу от посёлка городского типа Балахта, административного центра района.

## Население
| 1989 | 2002 | 2010 |
| ---- | ---- | ---- |
| 189  | ↗197 | ↘156 |

### Гендерный состав
По данным Всероссийской переписи населения 2010 года, в деревне проживало 156 человек (72 мужчины и 84 женщины).